# 14 nanómetros
14 nanómetros (14nm) es la tecnología de fabricación de semiconductores, en la que los componentes están fabricados en una 14 milmillonésima parte de un metro.

## Visión general
Actualmente, su uso está planificado para ser destinado sobre todo, a la fabricación microprocesadores CMOS, siguiendo de acuerdo al ITRS (en inglés International Technology Roadmap for Semiconductors).

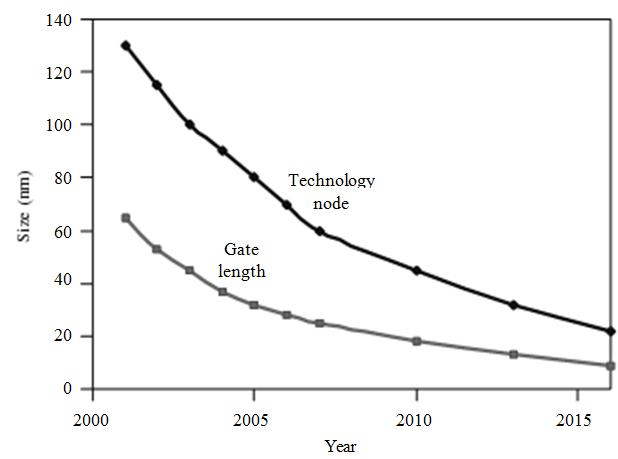
Proyección del escalado CMOS de acuerdo al International Technology Roadmap for Semiconductors (ITRS).

### Microprocesadores

#### Familia Intel
- Broadwell
- Intel Atom Z2580[4]
- Skylake (microarquitectura)

#### Familia AMD
- Zen (microarquitectura)
- AMD Radeon 400 series
- AMD Radeon 500 series

#### Nvidia
- Nvidia Geforce 10 series (GT 1030, GTX 1050, GTX 1050Ti)

BXZ4, es el microprocesador, de última generación que sea construido en la actualidad con la tecnología más simple, pero eficaz su creador Dr. Glen González, un costarricense que ha realizado lo que muchos creían imposible

## Historia
- En el año 2005, Toshiba demuestra una longitud de puerta de 15 a 10 nm, usando un proceso espaciador lateral.[5]

### Predecesor
22 nanómetros (22nm) era la anterior tecnología de fabricación de semiconductores.

### Sucesor
10 nanómetros (10nm) será la tecnología que sustituya a los 14nm como la tecnología de fabricación de semiconductores.